# Sergueï Perednia
Sergueï Aleksandrovitch Perednia (en russe : Сергей Александрович Передня) est un footballeur et entraîneur de football russe né le 30 avril 1972 à Nijni Taguil.

## Biographie

### Carrière de joueur
Natif de Nijni Taguil, c'est dans cette ville que Sergueï Perednia effectue sa formation et intègre en 1989 l'équipe première du club local de l'Ouralets, faisant cette année-là ses débuts en troisième division soviétique à l'âge de 17 ans. Il y reste quatre saisons, découvrant notamment la deuxième division russe en 1992 et disputant en tout 119 rencontres pour 26 buts marqués. Transféré en 1993 à l'Ouralmach Iekaterinbourg, il y dispute là-bas 105 matchs de première division russe ainsi que six rencontres de Coupe Intertoto en 1996 avant de s'en aller en 1997 au Lokomotiv Nijni Novgorod, avec qui il dispute sa dernière saison dans l'élite la même année ainsi que sa dernière compétition européenne lors de la Coupe Intertoto 1997.
Suivant dans un premier temps le Lokomotiv lors de sa descente en deuxième division en 1998, il rejoint par la suite le Lada Dimitrovgrad où il évolue jusqu'en fin d'année 1999 pour ensuite signer au Tom Tomsk, pour qui il dispute cinq saisons en deuxième division. Après un bref passage en troisième division au Loukoïl Tcheliabinsk en fin d'année 2004, il rejoint l'année suivante le Sodovik Sterlitamak avec qui il remporte la zone Oural-Povoljié de la troisième division, inscrivant 15 buts sur le plan personnel et constituant sa saison la plus prolifique. Peu utilisé par la suite au deuxième échelon, il retourne à l'échelon inférieur en étant transféré à la mi-saison 2006 au Volga Nijni Novgorod, où il termine définitivement sa carrière à la fin de l'année 2008, à l'âge de 36 ans, sur une nouvelle victoire en championnat dans la zone Oural-Povoljié.

### Carrière d'entraîneur
Dans la foulée de la fin de sa carrière, Sergueï Perednia reste au Volga Nijni Novgorod où il intègre l'encadrement technique en tant qu'adjoint de Sergueï Petrenko en début d'année 2009. Après la démission de ce dernier au mois de juin de la même année, il occupe le poste d'entraîneur principal par intérim pendant un mois avant d'être remplacé par Khazret Dychekov. Il reste par la suite adjoint avant de rejoindre en juillet 2010 le Khimik Dzerjinsk en troisième division où il devient entraîneur principal pendant un peu moins d'un an avant de faire son retour à Nijni Novgorod en tant qu'adjoint de Dmitri Cheryshev en juin 2011.
Son retour est cependant de courte durée, et il est finalement nommé à la tête de l'équipe de première division du Tom Tomsk dès le mois de septembre suivant. Il échoue cependant à maintenir le club à l'issue de la saison 2011-2012, mais est tout de même maintenu pour l'exercice suivant, qui le voit finir deuxième du deuxième échelon et faire remonter Tomsk dans l'élite. Son contrat n'est cependant pas renouvelé à l'issue de cette dernière saison et il s'en va à la fin du mois de mai 2013. Il reprend du service quelques mois plus tard en signant en octobre de la même année au FK Tambov, avec qui il termine dans un premier temps douzième du groupe Centre de la troisième division puis troisième de ce même groupe à l'issue de l'exercice 2014-2015, s'en allant sur cette dernière performance.
Perednia fait son retour au deuxième échelon en novembre 2015 en étant nommé à la tête du Luch-Energia Vladivostok, où il termine quinzième du championnat 2015-2016 avant de quitter son poste dès le mois de novembre 2016 au terme de son contrat, l'équipe se classant alors en neuvième position à la trêve hivernale malgré des difficultés financières. Inactif par la suite pendant un an et demi, il reprend du service au mois d'avril 2018 en prenant la tête du SKA-Khabarovsk, qu'il ne parvient pas à maintenir en première division avant d'être renvoyé après seulement quelques matchs de la saison 2018-2019 en raison des mauvais résultats de l'équipe. Il fait par la suite son retour au FK Tambov au mois de juin 2019 en devenant entraîneur de l'équipe des jeunes du club.

## Statistiques

### Statistiques de joueur
| Saison                | Club                      | Championnat           | Championnat | Championnat | Coupe(s) nationale(s) | Coupe(s) nationale(s) | Compétition(s) continentale(s) | Compétition(s) continentale(s) | Compétition(s) continentale(s) | Total | Total |
| Saison                | Club                      | Division              | M.          | B.          | M.                    | B.                    | Comp.                          | M.                             | B.                             | M.    | B.    |
| 1989                  | Ouralets Nijni Taguil     | D3                    | 18          | 0           | -                     | -                     | -                              | -                              | -                              | 18    | 0     |
| 1990                  | Ouralets Nijni Taguil     | D4                    | 28          | 9           | -                     | -                     | -                              | -                              | -                              | 28    | 9     |
| 1991                  | Ouralets Nijni Taguil     | D4                    | 36          | 11          | -                     | -                     | -                              | -                              | -                              | 36    | 11    |
| 1992                  | Ouralets Nijni Taguil     | D2                    | 33          | 5           | 4                     | 1                     | -                              | -                              | -                              | 37    | 6     |
| Sous-total            | Sous-total                | Sous-total            | 115         | 25          | 4                     | 1                     | -                              | -                              | -                              | 119   | 26    |
| 1993                  | Ouralmach Iekaterinbourg  | D1                    | 30          | 8           | 2                     | 0                     | -                              | -                              | -                              | 32    | 8     |
| 1994                  | Ouralmach Iekaterinbourg  | D1                    | 24          | 2           | 2                     | 1                     | -                              | -                              | -                              | 26    | 3     |
| 1995                  | Ouralmach Iekaterinbourg  | D1                    | 21          | 3           | 2                     | 1                     | -                              | -                              | -                              | 23    | 4     |
| 1996                  | Ouralmach Iekaterinbourg  | D1                    | 30          | 3           | -                     | -                     | CI                             | 6                              | 0                              | 36    | 3     |
| Sous-total            | Sous-total                | Sous-total            | 105         | 15          | 6                     | 2                     | -                              | 6                              | 0                              | 117   | 17    |
| 1997                  | Lokomotiv Nijni Novgorod  | D1                    | 18          | 0           | 1                     | 0                     | CI                             | 4                              | 1                              | 23    | 1     |
| 1998                  | Lokomotiv Nijni Novgorod  | D2                    | 4           | 0           | 1                     | 0                     | -                              | -                              | -                              | 5     | 0     |
| 1998                  | Lada-Grad Dimitrograd     | D2                    | 16          | 6           | 1                     | 0                     | -                              | -                              | -                              | 17    | 6     |
| 1999                  | Lada-Simbirsk Dimitrograd | D2                    | 23          | 8           | -                     | -                     | -                              | -                              | -                              | 23    | 8     |
| Sous-total            | Sous-total                | Sous-total            | 61          | 15          | 3                     | 0                     | -                              | 4                              | 1                              | 68    | 16    |
| 2000                  | Tom Tomsk                 | D2                    | 12          | 3           | 2                     | 0                     | -                              | -                              | -                              | 14    | 3     |
| 2001                  | Tom Tomsk                 | D2                    | 34          | 10          | 1                     | 0                     | -                              | -                              | -                              | 35    | 10    |
| 2002                  | Tom Tomsk                 | D2                    | 27          | 6           | 1                     | 0                     | -                              | -                              | -                              | 28    | 6     |
| 2003                  | Tom Tomsk                 | D2                    | 28          | 8           | 2                     | 1                     | -                              | -                              | -                              | 30    | 9     |
| 2004                  | Tom Tomsk                 | D2                    | 15          | 1           | 3                     | 0                     | -                              | -                              | -                              | 18    | 1     |
| Sous-total            | Sous-total                | Sous-total            | 116         | 28          | 9                     | 1                     | -                              | -                              | -                              | 125   | 29    |
| 2004                  | Loukoïl Tcheliabinsk      | D3                    | 13          | 7           | -                     | -                     | -                              | -                              | -                              | 13    | 7     |
| 2005                  | Sodovik Sterlitamak       | D3                    | 33          | 15          | 4                     | 1                     | -                              | -                              | -                              | 37    | 16    |
| 2006                  | Sodovik Sterlitamak       | D2                    | 7           | 0           | 1                     | 1                     | -                              | -                              | -                              | 8     | 1     |
| Sous-total            | Sous-total                | Sous-total            | 53          | 22          | 5                     | 2                     | -                              | -                              | -                              | 58    | 24    |
| 2006                  | Volga Nijni Novgorod      | D3                    | 11          | 4           | -                     | -                     | -                              | -                              | -                              | 11    | 4     |
| 2007                  | Volga Nijni Novgorod      | D3                    | 19          | 9           | -                     | -                     | -                              | -                              | -                              | 19    | 9     |
| 2008                  | Volga Nijni Novgorod      | D3                    | 21          | 3           | 4                     | 2                     | -                              | -                              | -                              | 25    | 5     |
| Sous-total            | Sous-total                | Sous-total            | 51          | 16          | 4                     | 2                     | -                              | -                              | -                              | 55    | 18    |
| Total sur la carrière | Total sur la carrière     | Total sur la carrière | 501         | 121         | 31                    | 8                     | -                              | 10                             | 1                              | 542   | 130   |

### Statistiques d'entraîneur
| Volga Nijni Novgorod     | 6 juin 2009       | 21 juillet 2009  | 7   | 1  | 4  | 2  | 14,3 |
| Khimik Dzerjinsk         | 27 juillet 2010   | 15 juin 2011     | 24  | 10 | 8  | 6  | 41,7 |
| Tom Tomsk                | 22 septembre 2011 | 31 mai 2013      | 58  | 24 | 16 | 18 | 41,4 |
| FK Tambov                | 3 octobre 2013    | 15 juin 2015     | 46  | 22 | 14 | 10 | 47,8 |
| Luch-Energia Vladivostok | 19 novembre 2015  | 26 novembre 2016 | 42  | 15 | 10 | 17 | 35,7 |
| SKA-Khabarovsk           | 3 avril 2018      | 19 août 2018     | 13  | 2  | 4  | 7  | 15,4 |
| Total                    | Total             | Total            | 190 | 74 | 56 | 60 | 38,9 |